# Joan Armatrading

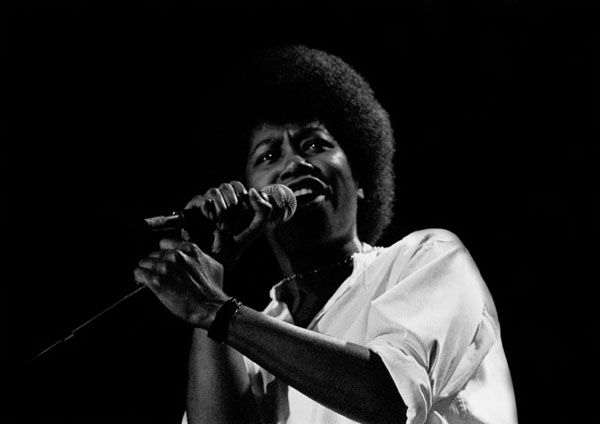
Joan Armatrading in den 1980er Jahren in Dublin

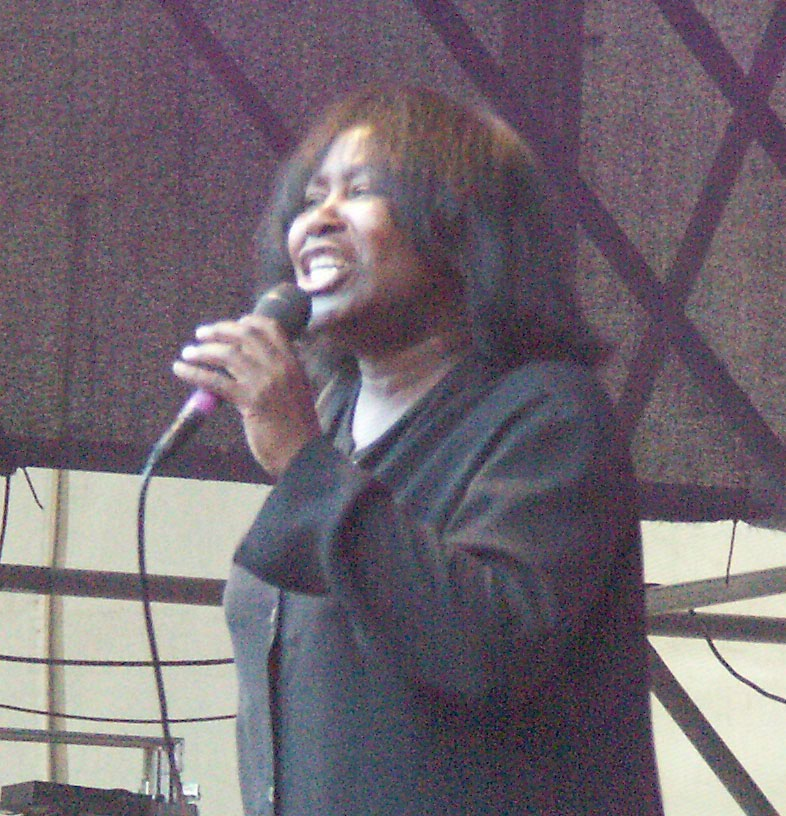
2008 in Nürnberg

Joan Armatrading CBE (* 9. Dezember 1950 in Basseterre, Saint Kitts), aufgewachsen in Birmingham, England, ist eine britische Singer-Songwriterin und Musikproduzentin.

## Leben und Musik
Im Alter von sieben Jahren kam Joan Armatrading von der Karibikinsel Saint Kitts nach Birmingham, wohin ihre Eltern bereits vier Jahre zuvor übergesiedelt waren. Sie hat zwei ältere Brüder. Drei weitere jüngere Geschwister wuchsen wie Armatrading lange Zeit bei der Großmutter auf Antigua auf.
Mit 14 Jahren begann sie, eigene Songs zu schreiben, nachdem ihre Mutter für sich ein Klavier als „schönes Möbelstück“ gekauft hatte. Armatrading brachte sich danach auch das Gitarrespielen selbst bei.
Joan Armatradings Musik bewegt sich stilistisch zwischen R&B, Rock und Folk. Einige ihrer Singles wurden in Großbritannien zu Hits, darunter Love & Affection, Me Myself, I und Drop the Pilot. Ihre 2007er-Produktion Into the Blues erreichte Platz 1 der US-amerikanischen Billboard Blues Charts. Im Laufe der Jahrzehnte kombinierte sie die verschiedensten Musikstile, auch Jazz und Reggae. Sie wurde bisher dreimal für einen Grammy nominiert.
Ihr Debüt-Album Whatever’s for Us, erschienen 1972, war noch kein großer Erfolg. Nach einigen Schwierigkeiten mit ihrer Plattenfirma Cube Records gelang ihr 1974 in Zusammenarbeit mit dem Produzenten und Musiker Pete Gage (Ex-Vinegar-Joe) der Wechsel zu A&M Records, bei dem sie 1975 gemeinsam Armatradings zweites Album Back to the Night einspielten. Für dieses Label veröffentlichte Joan Armatrading bis 1992 15 Alben.
Joan Armatrading gilt als kompromisslose Musikerin mit klaren Vorstellungen und Konzepten für ihre Aufnahmen. Deshalb produziert sie seit 1986 ihre Alben selbst und spielt seit 2003 auch die Instrumente, obgleich immer Autodidaktin, selber ein. Im Jahr 2021 veröffentlichte sie ihr bislang 22. Studioalbum.
Für den 1977 veröffentlichten Kriegsfilm Die Wildgänse kommen schrieb und interpretierte sie den Titelsong Flight of the Wild Geese. In Deutschland wurde Joan Armatrading durch einen Auftritt in der 6. Rockpalast Nacht des WDR vom 19. April 1980 bekannt.
Darüber hinaus wurde Armatrading die Ehre zuteil, einen Song für den ehemaligen Präsidenten Südafrikas, Nelson Mandela, zu schreiben, den sie ihm bei seinem Privatbesuch in London im Jahre 2000 mit dem Kingdom Choir als Background darbot.
Joan Armatrading hat einen Studienabschluss in Geschichte, den sie parallel zu ihrer Musik abgelegt hat.
Sie ist Patronin des Liverpool Institute for Performing Arts und dort seit 2001 als „Companion“ geehrt. Außerdem ist Armatrading sozial engagiert als Vorstand der Stiftung Camfeld, die sich für die Ausbildung von Mädchen in der Subsahara einsetzt.
Seit Mai 2011 ist sie mit ihrer langjährigen Partnerin, der Künstlerin Maggie Butler, verheiratet.

## Diskografie

### Alben
| Jahr | Titel                                    | Höchstplatzierung, Gesamtwochen, AuszeichnungChartplatzierungen (Jahr, Titel, Platzierungen, Wochen, Auszeichnungen, Anmerkungen) | Höchstplatzierung, Gesamtwochen, AuszeichnungChartplatzierungen (Jahr, Titel, Platzierungen, Wochen, Auszeichnungen, Anmerkungen) | Höchstplatzierung, Gesamtwochen, AuszeichnungChartplatzierungen (Jahr, Titel, Platzierungen, Wochen, Auszeichnungen, Anmerkungen) | Höchstplatzierung, Gesamtwochen, AuszeichnungChartplatzierungen (Jahr, Titel, Platzierungen, Wochen, Auszeichnungen, Anmerkungen) | Höchstplatzierung, Gesamtwochen, AuszeichnungChartplatzierungen (Jahr, Titel, Platzierungen, Wochen, Auszeichnungen, Anmerkungen) | Anmerkungen |
| Jahr | Titel                                    | DE | AT | CH | UK | US | Anmerkungen |
| ---- | ---------------------------------------- | --- | --- | --- | --- | --- | ----------- |
| 1977 | Joan Armatrading                         | — | — | — | UK12 Gold · (26 Wo.)UK | US67 (27 Wo.)US |             |
| 1977 | Show Some Emotion                        | — | — | — | UK6 Gold · (11 Wo.)UK | US52 (21 Wo.)US |             |
| 1978 | To the Limit                             | — | — | — | UK13 (10 Wo.)UK | US125 (12 Wo.)US |             |
| 1980 | How Cruel                                | — | — | — | — | US136 (18 Wo.)US |             |
| 1980 | Me Myself I                              | DE23 (7 Wo.)DE | AT12 (8 Wo.)AT | — | UK5 Gold · (23 Wo.)UK | US28 (23 Wo.)US |             |
| 1981 | Walk Under Ladders                       | DE46 (2 Wo.)DE | — | — | UK6 Gold · (29 Wo.)UK | US88 (32 Wo.)US |             |
| 1983 | The Key                                  | DE24 (14 Wo.)DE | — | — | UK10 Gold · (14 Wo.)UK | US32 (22 Wo.)US |             |
| 1985 | Secret Secrets                           | DE59 (1 Wo.)DE | — | — | UK14 Silber · (12 Wo.)UK | US73 (19 Wo.)US |             |
| 1986 | Sleight of Hand                          | DE57 (3 Wo.)DE | — | — | UK34 Silber · (6 Wo.)UK | US68 (16 Wo.)US |             |
| 1988 | The Shouting Stage                       | — | — | — | UK28 Silber · (10 Wo.)UK | US100 (13 Wo.)US |             |
| 1990 | Hearts and Flowers                       | — | — | — | UK29 (4 Wo.)UK | US161 (10 Wo.)US |             |
| 1992 | Square the Circle                        | — | — | — | UK34 (2 Wo.)UK | — |             |
| 1995 | What’s Inside                            | — | — | — | UK48 (2 Wo.)UK | — |             |
| 2003 | Lovers Speak                             | — | — | — | UK77 (1 Wo.)UK | — |             |
| 2007 | Into The Blues                           | — | — | — | UK61 (2 Wo.)UK | — |             |
| 2010 | This Charming Life                       | — | — | — | UK79 (1 Wo.)UK | — |             |
| 2018 | Not Too Far Away                         | — | — | — | UK30 (1 Wo.)UK | — |             |
| 2021 | Consequences                             | — | — | CH72 (1 Wo.)CH | UK10 (1 Wo.)UK | — |             |
| 2024 | How Did This Happen and What Does It Now | — | — | — | UK69 (1 Wo.)UK | — |             |

grau schraffiert: keine Chartdaten aus diesem Jahr verfügbar
Weitere Alben
- 1972: Whatever’s for Us
- 1975: Back to the Night
- 1979: Steppin’ Out
- 1999: The Messenger (A Tribute Song for Nelson Mandela)
- 2004: Live – All the Way From America (USA-Veröffentlichung)
- 2010: Live At The Royal Albert Hall – Hypertension Music
- 2012: Starlight – Hypertension Music

### Kompilationen
| Jahr | Titel                                                   | Höchstplatzierung, Gesamtwochen, AuszeichnungChartplatzierungen (Jahr, Titel, Platzierungen, Wochen, Auszeichnungen, Anmerkungen) | Höchstplatzierung, Gesamtwochen, AuszeichnungChartplatzierungen (Jahr, Titel, Platzierungen, Wochen, Auszeichnungen, Anmerkungen) | Höchstplatzierung, Gesamtwochen, AuszeichnungChartplatzierungen (Jahr, Titel, Platzierungen, Wochen, Auszeichnungen, Anmerkungen) | Höchstplatzierung, Gesamtwochen, AuszeichnungChartplatzierungen (Jahr, Titel, Platzierungen, Wochen, Auszeichnungen, Anmerkungen) | Anmerkungen |
| Jahr | Titel                                                   | DE | AT | UK | US | Anmerkungen |
| ---- | ------------------------------------------------------- | --- | --- | --- | --- | ----------- |
| 1983 | Track Record                                            | — | — | UK18 (32 Wo.)UK | US113 (10 Wo.)US |             |
| 1991 | The Very Best of Joan Armatrading                       | — | — | UK9 Gold · (11 Wo.)UK | — |             |
| 1998 | The Collection                                          | — | — | UK— SilberUK | — |             |
| 2004 | Love and Affection: Joan Armatrading Classics 1975–1983 | — | — | UK24 Silber · (4 Wo.)UK | — |             |

Weitere Kompilationen
- 2001: Drop the Pilot – Best (1971-1995) (Musiklabel: Zounds, alle Titel digital remastert)
- 2003: Love and Affection: Classics (1975-1983) (Musiklabel: A&M Records, Doppel-CD)

### Beteiligung an Kompilationen
- 1998: Lullabies With a Difference

### Singles
| Jahr | Titel Album                                        | Höchstplatzierung, Gesamtwochen, AuszeichnungChartplatzierungen (Jahr, Titel, Album, Platzierungen, Wochen, Auszeichnungen, Anmerkungen) | Höchstplatzierung, Gesamtwochen, AuszeichnungChartplatzierungen (Jahr, Titel, Album, Platzierungen, Wochen, Auszeichnungen, Anmerkungen) | Höchstplatzierung, Gesamtwochen, AuszeichnungChartplatzierungen (Jahr, Titel, Album, Platzierungen, Wochen, Auszeichnungen, Anmerkungen) | Höchstplatzierung, Gesamtwochen, AuszeichnungChartplatzierungen (Jahr, Titel, Album, Platzierungen, Wochen, Auszeichnungen, Anmerkungen) | Anmerkungen |
| Jahr | Titel Album                                        | DE | AT | UK | US | Anmerkungen |
| ---- | -------------------------------------------------- | --- | --- | --- | --- | ----------- |
| 1976 | Love and Affection Joan Armatrading                | — | — | UK10 Silber · (9 Wo.)UK | — |             |
| 1980 | Rosie –                                            | — | — | UK49 (5 Wo.)UK | — |             |
| 1980 | Me Myself I                                        | — | — | UK21 (11 Wo.)UK | — |             |
| 1980 | All The Way From America Me Myself I               | — | — | UK54 (3 Wo.)UK | — |             |
| 1981 | I’m Lucky Walk Under Ladders                       | — | — | UK46 (5 Wo.)UK | — |             |
| 1981 | No Love Walk Under Ladders                         | — | — | UK50 (5 Wo.)UK | — |             |
| 1983 | Drop The Pilot The Key                             | — | — | UK11 (10 Wo.)UK | US78 (6 Wo.)US |             |
| 1985 | Temptation Secret Secrets                          | — | — | UK65 (4 Wo.)UK | — |             |
| 1986 | Kind Words (And A Real Good Heart) Sleight of Hand | — | — | UK81 (1 Wo.)UK | — |             |
| 1988 | The Shouting Stage                                 | — | — | UK89 (3 Wo.)UK | — |             |
| 1988 | Living for You The Shouting Stage                  | — | — | UK98 (1 Wo.)UK | — |             |
| 1990 | More Than One Kind Of Love Hearts and Flowers      | — | — | UK75 (2 Wo.)UK | — |             |
| 1991 | Love And Affection (1991) –                        | — | — | UK91 (2 Wo.)UK | — |             |
| 1992 | Wrapped Around Her Square the Circle               | — | — | UK56 (2 Wo.)UK | — |             |

Weitere Singles
- 1973: Lonely Lady
- 1975: Dry Land
- 1976: Down to Zero
- 1977: Mama Mercy
- 1978: Show Some Emotion
- 1983: (I Love It When You) Call Me Names
- 1983: Heaven
- 1985: Thinking Man
- 1986: Reach Out
- 1986: Jesse
- 1990: Free
- 1991: Promise Land
- 1992: True Love
- 1995: Everyday Boy
- 1995: Shapes and Sizes
- 1996: Recommend My Love

### Gastbeiträge
- 1986: Queen – A Kind of Magic (im Song Don’t Lose Your Head)

### Als Filmkomponistin
- 1978: Die Wildgänse kommen (Titelsong Flight of the Wild Geese)

### Videoalben
- The Very Best Of J.A.
- 2004: Live – All The Way From America – Live in Saratoga, Kalifornien, am 25. Juni 2003 (USA-Veröffentlichung)
- 2007: Into The Blues – Special Edition – Live in San Francisco am 3. Juli 2007
- 2010: Live At Rockpalast – Köln am 15. Februar 1979 und Essen am 19./20. April 1980
- 2010: Live At The Royal Albert Hall im April 2010

## Auszeichnungen für Musikverkäufe
| Goldene Schallplatte - Kanada - 1978: für das Album Joan Armatrading - 1979: für das Album Show Some Emotion - 1980: für das Album Me Myself I - 1981: für das Album To the Limit - Neuseeland - 1978: für das Album Show Some Emotion - 1979: für das Album To the Limit - Niederlande - 1983: für das Album How Cruel - 1984: für das Album Walk Under Ladders | Platin-Schallplatte - Neuseeland - 1979: für das Album Joan Armatrading - 1981: für das Album Me Myself I - 1982: für das Album Walk Under Ladders - 1983: für das Album The Key - 1984: für das Album Track Record |

Anmerkung: Auszeichnungen in Ländern aus den Charttabellen bzw. Chartboxen sind in ebendiesen zu finden.
| Land/RegionAuszeichnungen für Musikverkäufe (Land/Region, Auszeichnungen, Verkäufe, Quellen) | Silber     | Gold       | Platin     | Verkäufe  | Quellen                   |
| -------------------------------------------------------------------------------------------- | ---------- | ---------- | ---------- | --------- | ------------------------- |
| Kanada (MC)                                                                                  | —          | 4× Gold4   | —          | 200.000   | musiccanada.com           |
| Neuseeland (RMNZ)                                                                            | —          | 2× Gold2   | 5× Platin5 | 120.000   | aotearoamusiccharts.co.nz |
| Niederlande (NVPI)                                                                           | —          | 2× Gold2   | —          | 100.000   | nvpi.nl                   |
| Vereinigtes Königreich (BPI)                                                                 | 6× Silber6 | 6× Gold6   | —          | 1.000.000 | bpi.co.uk                 |
| Insgesamt                                                                                    | 6× Silber6 | 14× Gold14 | 5× Platin5 |           |                           |